# Axel Belfrage
Knut Axel Belfrage, född 7 januari 1844 i Foss socken, Göteborgs och Bohus län, död 7 mars 1922 i Söderhamn, var en svensk läkare.  Han var far till Kurt Belfrage.
Belfrage blev student vid Uppsala universitet 1863, medicine kandidat 1868 och medicine licentiat 1871. Han var stadsläkare i Ulricehamn 1872–1882, andre bataljonsläkare vid Västgöta regemente 1877–1882, förste bataljonsläkare vid Bohusläns regemente 1882 och vid Jönköpings regemente 1883–1886, stadsläkare i Gränna stad 1883–1886, provinsialläkare i Tanums distrikt, Göteborgs och Bohus län, 1886–1891 och i Söderhamns distrikt 1891–1906. 
Belfrage var läkare vid såväl läroverket som flickskolan i Söderhamn, inspektor för Söderhamns arbetarinstitut, ledamot av direktionen för Söderhamns lasarett och läkare vid flera av ortens stora industriella företag. Han var även efter pensioneringen verksam som läkare och inlade stor förtjänst om stadens hälsovård.